# جان جانسون (بسکتبال)
جان جانسون (انگلیسی: John Johnson؛ ۱۸ اکتبر ۱۹۴۷ – ۷ ژانویهٔ ۲۰۱۶) بازیکن بسکتبال اهل ایالات متحده آمریکا بود.
از باشگاه‌هایی که در آن بازی کرده‌است می‌توان به پورتلند تریل بلیزرز، سیاتل سوپرسانیکس، و هیوستون راکتس اشاره کرد.